# Bandera de Nariño (Colombia)
La bandera de Nariño es el principal símbolo oficial del departamento colombiano de Nariño. Fue creada por Teodulo Alfonso Camacho.
La bandera es exactamente la misma, en colores y proporciones, que la bandera del Vichada.

## Disposición y significado de los colores
Se compone de dos franjas horizontales distribuidas en partes equitativas: la primera es de color amarillo, que representa magnanidad, clemencia, generosidad, riqueza, amor, poder y constancia; aunque los nariñenses (gentilicio del departamento) con este color significan la riqueza de las minas, las espigas en sazón y los corazones palpitantes del patriotismo. La segunda es de color verde, que representa honra, abundancia y fertilidad; aunque también se exalta la fecundidad de los campos y la esperanza que cada día florece en los horizontes surianos.